# マーベル・トイ
マーベル・トイ（英: MARVEL toys）は、かつてカナダに存在していたマーベル・エンターテインメント（現在はウォルト・ディズニー・カンパニー傘下）の玩具製造部門（子会社）である。以前はトイ・ビズ（英: Toy Biz）であった。2007年に解散。

## 概要
当初、トイ・ビズはマーベル・コミックではなく、DCコミックスのおもちゃを製造する契約を結んでいたが、1990年代にマーベル・コミックとの契約を取得した。そのため、マーベル・トイと改めたが、マーベルがトイ・ビズに投資した直後の1996年にマーベルが破産したため、トイ・ビズは1998年にマーベルを買収し、マーベル・エンタプライズと改名した。その後、現在のマーベル・エンターテインメントになった。
2007年、マーベル・トイはライセンスの問題で閉鎖。翌年の2008年8月31日にはウォルト・ディズニー・カンパニーによって買収され、マーベル・エンターテインメントとその子会社の権利をディズニーが有した。

## 歴史
- 1988年にトイ・ビズとして設立[7]。
- 1990年、DCコミックスからマーベル・コミックのキャラクターを製造するためのライセンスを取得し、主にキャプテン・アメリカ、デアデビル、ドクター・ドゥーム、ドクター・オクトパス、ハルク、スパイダーマンなどの人気キャラクターなどの玩具を製作。
- 1991年、X-メンに基づいた最初のシリーズを発売。
- 1993年合併、同社マーベルはトイ・ビズの株式取得となり主要株主となった。トイ・ビズもマーベル・トイに社名変更。
- 1996年12月27日にマーベルは破産を発表。
- 1998年にマーベル・トイは、分散したマーベル・エンターテインメントを買収[8]。
- 2007年に他社との独占的なライセンスへの玩具生産元を変更する事にし、2007年にマーベル・トイは解散となった。